# Mutantes e Seus Cometas no País do Baurets
| Оценки критиков                   | Оценки критиков |
| Источник                          | Оценка          |
| --------------------------------- | --------------- |
| Allmusic                          | [ 1 ]           |
| The Encyclopedia of Popular Music | [ 2 ]           |

Mutantes e Seus Cometas no País do Baurets — пятый альбом бразильской рок-группы Os Mutantes, выпущенный в 1972 году. Это последний официальный релиз с вокалисткой Ритой Ли; они ещё запишут вместе и выпустят Hoje É o Primeiro Dia do Resto da Sua Vida позже в том же году, но он будет считаться сольным альбомом Ли, поскольку лейбл был более уверен в её успехе, чем их. Обложка альбома была выполнена художником комиксов Аленом Фоссом.

## Список композиций
| №  | Название                                                                   | Автор(ы)                                                          | Длительность |
| -- | -------------------------------------------------------------------------- | ----------------------------------------------------------------- | ------------ |
| 1. | «Posso Perder Minha Mulher, Minha Mãe, Desde que Eu Tenha o Rock and Roll» | Арнальдо Баптиста, Рита Ли, Лиминья                               | 3:43         |
| 2. | «Vida de Cachorro»                                                         | Арнальдо Баптиста, Рита Ли, Серхио Диас                           | 3:15         |
| 3. | «Dune Buggy»                                                               | Арнальдо Баптиста, Рита Ли, Серхио Диас                           | 5:23         |
| 4. | «Cantor de Mambo»                                                          | Арнальдо Баптиста, Эльсио Декарио, Рита Ли                        | 4:37         |
| 5. | «Beijo Exagerado" "Todo Mundo Pastou»                                      | Арнальдо Баптиста, Рита Ли, Серхио Диас Исмар С. Андраде "Бороро" | 4:49         |

| №   | Название                                     | Автор(ы)                                                     | Длительность |
| --- | -------------------------------------------- | ------------------------------------------------------------ | ------------ |
| 6.  | «Balada do Louco»                            | Арнальдо Баптиста, Рита Ли                                   | 4:01         |
| 7.  | «A Hora e a Vez do Cabelo Nascer»            | Арнальдо Баптиста, Рита Ли, Серхио Диас, Лиминья             | 3:30         |
| 8.  | «Rua Augusta»                                | Hervé Cordovil                                               | 4:05         |
| 9.  | «Mutantes e Seus Cometas no País do Baurets» | Арнальдо Баптиста, Рита Ли, Серхио Диас, Лиминья, Динхо Леме | 9:49         |
| 10. | «Todo Mundo Pastou II»                       | Исмар С. Андраде "Бороро"                                    | 2:25         |

## Участники записи
Os Mutantes
- Арнальдо Баптиста[англ.]: вокал (1, 4, 5, 7, 9, 10 треки), клавишные
- Рита Ли: вокал (2, 8, 9 треки), синтезаторы, бэк-вокал
- Серхио Диас[англ.]: вокал (3, 6, 9, 10 треки), гитары, ситар
- Лиминья[англ.]: бас-гитара, бэк-вокал
- Динхо Леме: ударные